# Epitonium aureomaculatum
Epitonium aureomaculatum is een slakkensoort uit de familie van de Epitoniidae. De wetenschappelijke naam van de soort is voor het eerst geldig gepubliceerd in 1973 door Masahito & Habe.